# Кіт Дуґлас
Кіт Дуґлас (24 січня 1920 — 9 червня 1944) — англійський поет, який здобув визнання, описавши свої враження щодо участі (як солдат) в Пустельній кампанії поетичною збіркою «Alamein to Zem Zem» (опублікована в 1946).
Син британського офіцера літературу вивчав в Оксфорді у Едмунда Блундена, поета І світової війни, який творив у т. зв. метафізичному стилі опису жахіть війни. У періодиці друкувався з 1930-тих рр. Прижиттєвим виданням є «Вибрані поезії» 'Selected Poems' (1943). Популярність отримав завдяки переведанню у 1964 р. «Selected Poems», яку зробив Тед Х'юджез.
Свій стиль Дуґлас назвав спостережним (англ. extrospective), себто він зосереджувався на видимому. а не на внутрішніх відчуттях. Як наслідок, звірства війни є наче зсередини. Водночас, твори поета є чаруючими та хвилюючими, бо позбавлені зарозумілості (еготизму), дозволяючи читачеві нести цю ношу жахіть. Напевно тому окремі поезії є серед найвидатніших зразків мілітарної поезії.
З початком II світової війни Кіт Дуґлас зголосився добровольцем, прагнучи стати танкістом, але не був прийнятий через ранній вік. Лише влітку 1940 р. він розпочав вишкіл і на початку лютого 1941 р. завершив Королівську військову академію і був скерований до 2-го полку дербиширських скакунів (англ. 2nd Derbyshire Yeomanry). Його послали на Близький Схід у липні 1941 вже до складу нотінгемширських скакунів. Узяв участь як офіцер штабу у Другій битві за Ель-Аламейн. Його полк у жовтні 1942 р. під час наступу зазнав значних втрат від протитанкової артилерії противника. Командир полку пересунув його до ескадрону А, давши йому шанс перебувати на вістрі танкового наступу, що і знайшло відображення у згаданій збірці поезії, яку сам автор і проілюстрував.
Загинув під час висадки в Нормандії.

### Про поезію «Аристократи»[2]
Серед тем лицарської поезії була, зрозуміло, шляхетного проводу, тобто відповідальності обраних (благородних) до керування у війнах. В англійській історії такий зобов'язуючий провід тривав до 1743 р., коли востаннє монарх (це був Ґеорґ II) вів свої війська (битва у Детінґена). В той же час титул аристократства і далі застосовувався ще два століття. В добу II світової війни поетові нешляхетного походження захоплюватися відвагою солдата, який мав шляхетне походження. У поезії бачимо: британський танковий командир Кіт Дуґлас зафіксував смерть однієї такої людини, ввівши традиційні лицарські метафори: боротьбу на конях (як у лицарів) і тим самим поет «перевтілив» товариша у шляхетного кентавра, абсурдно зображаючи його сміливість через попихтування трубкою, коли поруч снаряди вибухають. І коли один із снарядів уразив його, вмираючий чоловік описує отриману смертельну рану як найнечеснішу, адже лицарство у двобоях сходиться за шляхетними правилами, так, наче вони грають у поло чи крикет. Дуґлас визнає несусвітність такого розуміння, хоча сльози навертаються від знику таких поколінь героїв. Сурма, що її чути, відлунює добою Роланда, а одноріг є типовим середньовічним символом. Вдаючись до такого небезпечного порівняння лицарської доби і Пустельної кампанії, Дуґлас знайшов як виразити героїзм і самовідданість загиблих, даючи тло такій відмираючій поставі як глупість.